# 风合濑站
风合濑站（日语：／ Kasose eki */?）位于青森县西津轻郡深浦町大字风合濑字上砂小川，是东日本旅客铁道（JR東日本）管辖的五能线上的鐵路車站。

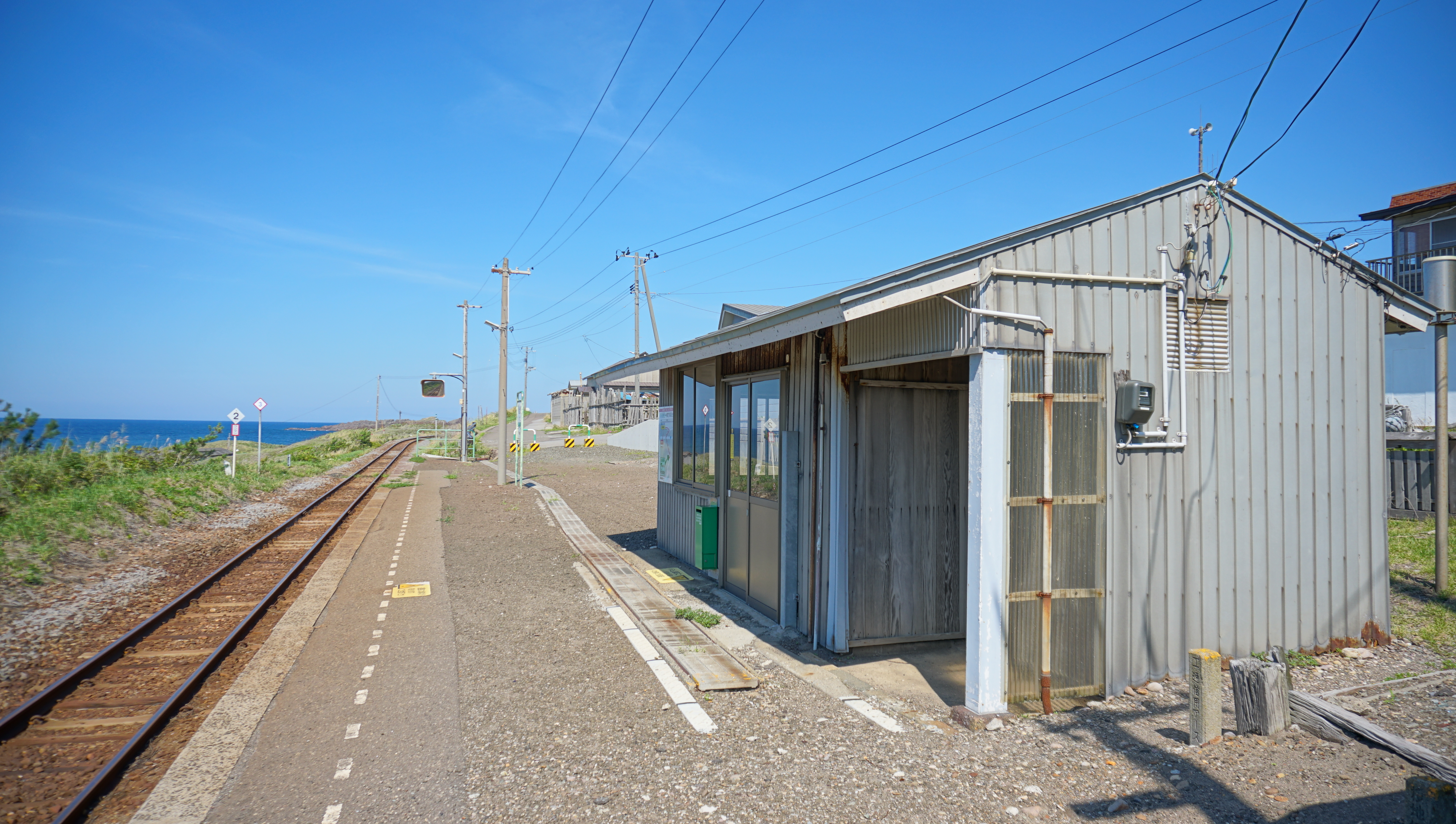
月台（2019年9月）

## 历史
- 1954年11月20日 - 车站投入运营[1]。
- 1987年4月1日 - 国铁分割民营化后成为JR东日本车站。
- 2010年4月1日 - 管理站由深浦站变为五所川原站。

## 车站结构
本站為侧式站台1台1线的地上车站。车站面向日本海，站内种有防风林。本站是由五所川原站管理的无人车站。

## 相邻车站
東日本旅客铁道
■五能线
□快速
通过
■普通
骉木－风合濑－大户濑